# Foisonnement (terrassement)
Pour les articles homonymes, voir Foisonnement.
En terrassement, le foisonnement est la capacité d'un sol ou de gravats à augmenter de volume lors du déplacement du matériau. On calcule le coefficient de foisonnement qui est la proportion de volume supplémentaire sur le volume initial ramené à 100.
Ainsi, un décaissement de 100 m3 de matériau donnant, suite à déplacement, un volume de 120 m3, aura un foisonnement de 20 m3 et un coefficient de foisonnement de 1,20 (ou de 20 %).